# Дорошенко, Виталий Викторович
Вита́лий Ви́кторович Дороше́нко (род. 4 мая 1971, Ейск, Краснодарский край) — советский и российский футбольный арбитр, в прошлом футболист. Выступал на позициях защитника и нападающего. В настоящее время преподаёт физкультуру в КубГУ.

## Карьера

### Клубная
Выступал за ейский «Старт», «Кубань» и «Ниву» Славянск-на-Кубани. В составе «Кубани» провёл 7 матчей в высшей лиге России в сезоне 1992 года.

### Судейская
Судейскую карьеру начал в 1994 году. Матчи Премьер-лиги судит с 2007 года. Арбитр региональной категории. В 2007 году вошёл в тройку лучших арбитров первого дивизиона. Директор ДЮСШ города Ейска.

## Скандалы

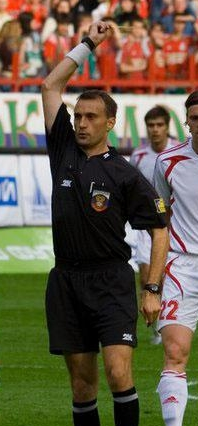
Виталий Дорошенко в 2007 году

После матча «Спартак» — «Шинник» (4:2), проходившего в рамках Чемпионата России по футболу 2008, Дорошенко был обвинён в заговоре против ярославской команды и подкупе со стороны «Спартака». Всё началось с жалобы представителей «Шинника» в РФПЛ. Недовольство ярославцев вызвали удаления Славолюба Джорджевича на 45-й минуте и Дмитрия Кудряшова на 79-й, а также назначение пенальти после единоборства Джорджевича и нападающего хозяев Никиты Баженова на 13-й минуте.
На заседании Экспертно-судейской комиссии РФС были рассмотрены жалобы на судейство. Вот как это прокомментировал глава Коллегии футбольных арбитров Сергей Зуев:
«Мы внимательно просмотрели все эпизоды матча, в которых, по мнению представителей „Шинника“, Дорошенко допустил ошибки. С рядом претензий ярославцев мы согласились: действительно, вторая желтая Джорджевичу, повлекшая его удаление, была необоснованна, так как этому моменту предшествовал незафиксированный офсайд у Веллитона. Не все очевидно и с правомерностью назначения пенальти в ворота в ворота „Шинника“.
В то же время, претензии представителей „Шинника“ по пяти другим моментам были признаны ЭСК необоснованными. Кроме того, мы абсолютно уверены, что ошибки Дорошенко в данном матче носили непредвзятый характер и не были вызваны его низкой квалификацией. Я уверен в квалификации Виталия и не считаю, что из-за одного неудачного матча его следует сурово наказывать.» В итоге, было решено отстранить Дорошенко от судейства следующего матча «Терек» — «Амкар».
Другой скандал произошёл через год, в рамках чемпионата России по футболу 2009, после матча «Сибирь» — «Анжи»(1:2). Руководство махачкалинского клуба обратилось с жалобой на главного арбитра Дорошенко по двум эпизодам. В первом эпизоде, который привел к голу в ворота «Анжи», нападающий «Сибири» Медведев грубо атаковал защитника «Анжи» Мамаева, после чего забил мяч. В другом моменте судья не назначил пенальти в ворота «Сибири» за явное нарушение против защитника «Анжи» Мамаева.
Кроме того, администрация «Анжи» написала письмо в ПФЛ, в котором говорится, что «начиная с 20-й минуты и до завершения матча футболисты „Сибири“ оскорбляли футболистов „Анжи“ нецензурной бранью».
По словам генерального директора «Сибири» Льва Стрелкова, игра и события вокруг неё получили очень большой резонанс.
За грубые ошибки сразу в нескольких матчах Виталий Дорошенко был отстранен от судейства матчей премьер-лиги до окончания сезона.